# 贞观十道
贞观十道，贞观元年（627年）二月，唐朝政府并省全国的州县，将天下按照山川形势、交通便利分为十个“道”。即关内道、河南道、河东道、河北道、山南道、陇右道、淮南道、江南道、剑南道、岭南道，废郡为州，故每道各辖若干州。道，在隋唐属于监察区名称，在唐前期是监察机构而非正式行政机构。安史之乱后，地方割据兴起，道成为事实上的地方行政机构，并伴随各地节度使，成为藩镇割据的开始。隋唐以来，作为战争时的作战区域，如平壤道行军大总管、辽东道行军大总管。贞观十道虽然只是按需要设监察性的官吏协助中央监管州级行政区，还不是严格意义上的行政区划，但已经是囊括全国的地理分区，对后世影响巨大。现在的河北省、河南省的名称，就来源于当时的河北道、河南道。唐玄宗于开元二十一年，（733年），在唐太宗贞观十道的基础上，将十道进一步分成了十五个道。
1. 关中地区向北到河套平原为关内道
2. 陇州以西为陇右道
3. 黄河以东、太行山以西为河东道
4. 黄河以北、太行山以东为河北道
5. 黄河以南、淮河以北为河南道
6. 淮河以南、长江以北为淮南道
7. 长江以南为江南道
8. 秦岭以南为山南道
9. 剑门关以南为剑南道
10. 五岭以南为岭南道